# Верхньотіутейське газонафтове родовище
Верхньотіутейське газонафтове родовище — одне з родовищ півострова Ямал у Тюменській області Росії. Належить до Ямало-Гиданської нафтогазоносної області Західно-Сибірської нафтогазоносної провінції. Розташоване у 490 км на північний схід від Салехарду, на схід від Бованенківського та південний захід від Південно-Тамбейського родовищ.

## Опис
Родовище відкрите у 1982 році свердловиною № 101, пробуреною об'єднанням «Главтюменьгеологія». Виявлені один нафтовий та п'ять газових покладів пластово-склепінного та масивного типу. Колектори — пісковики з лінзоподібними вкрапленнями вапняків та глин.
Запаси за російською класифікаційною системою за категоріями С1+С2 оцінюються у 111 млрд.м3 газу.
Станом на 2016 рік не розробляється та разом з розташованим поблизу Західно-Сеяхінським родовищем належить до нерозподіленого фонду.